# KP Odra 1922 Wodzisław Śląski
El Klub Piłkarski Odra 1922 Wodzisław Śląski és un club de futbol polonès de la ciutat de Wodzisław Śląski.

## Història

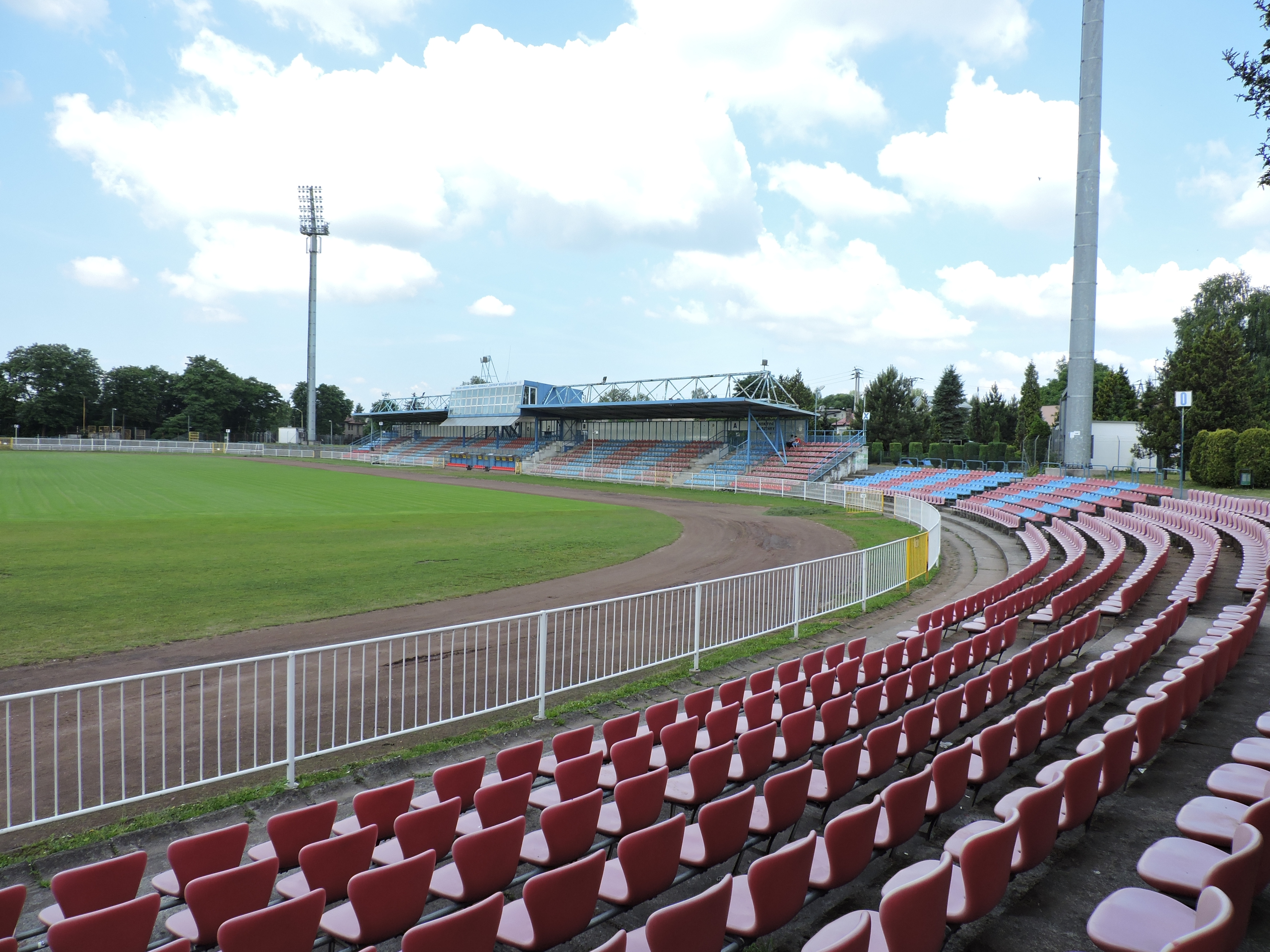
Estadi MOSiR a Wodzisław Śląski.

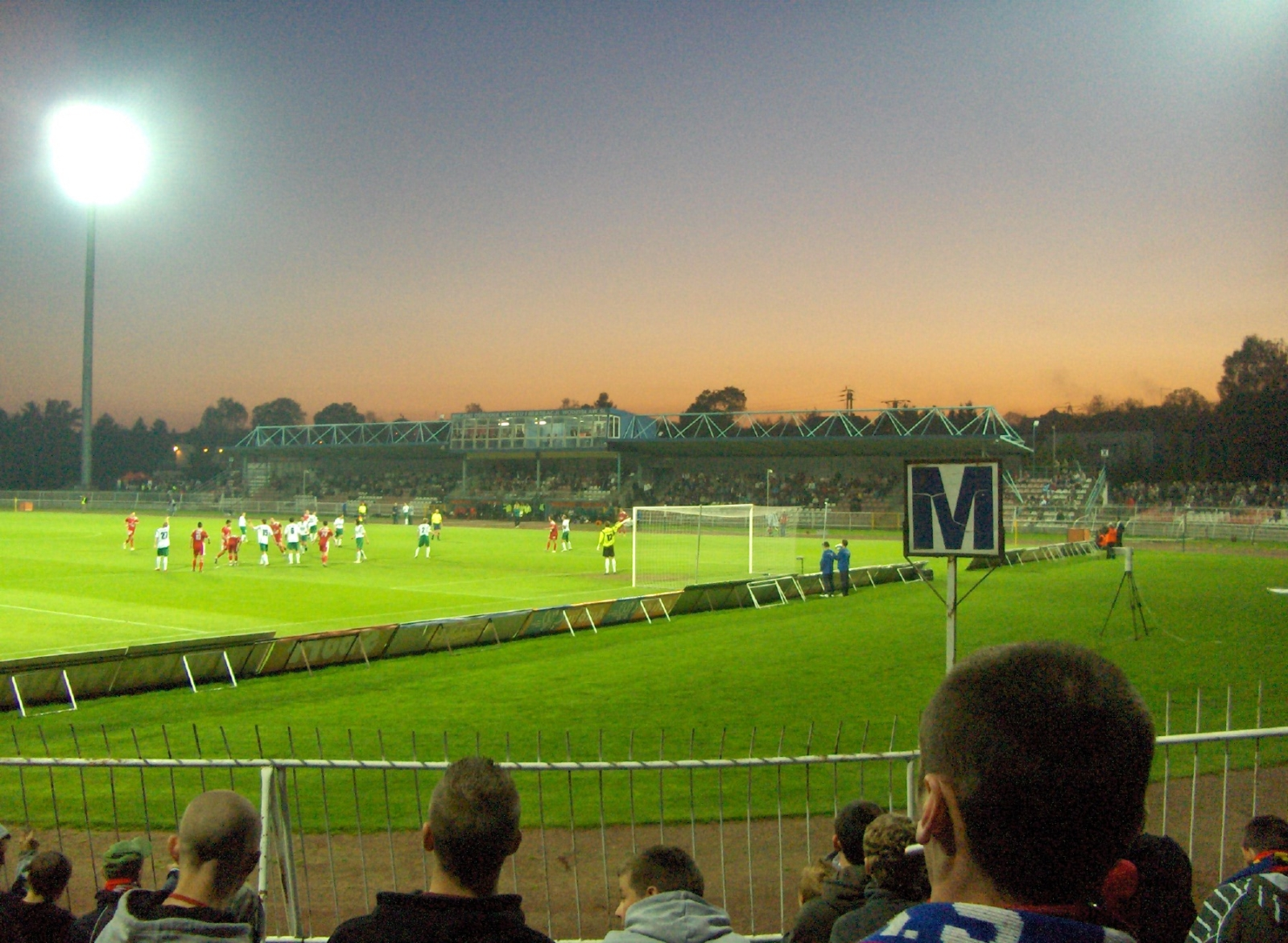
Partit Odra vs Dyskobolia maig 2008 a Wodzisław Śląski.

El club va ser fundat l'any 1922 com a Odra Wodzisław. El 1948 es lligà als ferrocarrils estatals (PKP), anomenant-se Kolejarz. El 1963 adoptà el nom Górnik (miner). El 1976 retornà al nom Odra, que fa referència al riu Oder). Evolució del nom:
- 1922: KS Odra Wodzisław Śląski
- 1948: Kolejarz Wodzisław Śląski
- 1963: Gorniczy KS Wodzisław Śląski
- 1976: GKS Odra Wodzisław Śląski
- 1992: MKS Odra Wodzisław Śląski
- 2011: KP Odra 1922 Wodzisław Śląski

El 2011 es dissolgué i refundà amb el nom Klub Piłkarski Odra 1922 Wodzisław.

## Palmarès
- Lliga polonesa de futbol:[4][5]
  - Tercera posició el 1996–97
- Copa polonesa de futbol:[6]
  - Semifinalista el 1996–97
- Copa de la Lliga polonesa de futbol:[7]
  - Finalista el 2008–09